# Éfi Ahçioğlu
Éfi Ahçioğlu (Giannitsa, 4 de enero de 1985) es una política griega que se desempeñó como Ministra de Trabajo, Seguridad Social y Solidaridad Social de 2016 a 2019. Desde 2019 es diputada por la Nueva Izquierda.

## Biografía

### Primeros años
Nació en 1985, en Giannitsa. Realizó sus estudios con calificación de excelencia en la Facultad de Derecho de la AUTH y en 2009 adquirió -nuevamente con calificación de excelencia- su posgrado en derecho civil y ciencias políticas en la misma escuela.
Trabajó como parte de una beca de investigación en el Centro de Derecho Económico Internacional y Europeo (CDEIE), mientras que en 2014 completó como parte de una beca en la Fundación Estatal de Becas sus estudios en derecho laboral, bajo la supervisión del profesor Aris Kazakos.

### Carrera política
Fue candidata en 2015 para la votación nacional de SYRIZA tanto en las elecciones de enero como en las de septiembre. Dentro de SYRIZA navegó por los órganos del partido, como miembro del comité central y miembro del comité de A’Thessaloniki.
Como ejecutiva de la oficina política del Ministerio de Trabajo, era responsable de las negociaciones del gobierno griego con las instituciones sobre cuestiones relativas al mercado laboral y la seguridad social. Se ha desempeñado como miembro del consejo ejecutivo de la OAED y miembro de la ASE.

#### Ministra (2016-2019)
Del 5 de noviembre de 2016 al 9 de julio de 2019, fue Ministra de Trabajo, Seguridad Social y Solidaridad Social en el segundo gabinete de Alexis Tsipras. Durante su mandato se la vinculó con la ampliación de las negociaciones colectivas, el aumento del salario mínimo en un 11% y un 27% para los jóvenes (650 euros), la abolición del salario inferior al mínimo, la reducción del desempleo y del empleo no registrado, la creación de OPEKA, los nuevos procedimientos de contratación, etc.

#### Consejo de los Helenos (desde 2019)
En las elecciones de 2019, ocupó el segundo lugar en la lista electoral nacional de SYRIZA y fue elegida miembro del Consejo de los Helenos.
En las elecciones legislativas griegas de junio de 2023, fue elegida diputada en representación del distrito electoral B2 de Atenas Occidental. Tras la decisión de Alexis Tsipras de dejar el cargo de líder del partido, anunció el 12 de julio de 2023 que se postularía para el cargo de presidenta de SYRIZA.

### Ocupaciones
Es abogada en Salónica y fue socia investigadora del grupo SYRIZA EP en Bruselas desde julio de 2014.
También trabajó en el Parlamento Europeo, junto con el Departamento de derecho civil, procedimiento político y derecho laboral de la facultad de derecho de la Universidad Aristóteles de 2009 a 2013, y como investigadora en el Centro de Derecho Económico Internacional y Europeo (CDEIE).

## Vida privada
En 2019, durante la campaña electoral, reveló que estaba en una relación con el entonces Ministro de Estado Dimitris Tzanakopoulos y en enero de 2021 afirmó que estaba embarazada.